# 山方村
山方村（やまがたそん）は、岡山県赤磐郡にあった村。
現在の赤磐市黒沢、黒本、是里、滝山、中山に当たる。

## 沿革
- 1889年6月1日 - 町村制施行に伴い、赤坂郡黒沢村、黒本村、是里村、滝山村、中山村が合併し、山方村となる。
- 1900年4月1日 - 赤坂郡が磐梨郡と合併し、赤磐郡となる。
- 1954年3月1日 - 赤磐郡佐伯北村、周匝村と合併して吉井町となり消滅。

## 現在の様子

### 教育

#### 保育園
- 赤磐市立黒本保育園

#### 小学校
- 赤磐市立城南小学校

### 交通

#### 鉄道
旧村内を走る鉄道およびその駅なし

#### 道路

##### 高速道路
旧村内を走る高速道路なし

##### 国道
旧村内を走る国道なし

##### 県道
- 主要地方道

旧村内を走る主要地方道なし
- 一般県道　
  - 岡山県道265号周匝久米南線

### 河川・山岳

#### 河川
- 滝山川

#### 山岳
- 山鳥山

### 寺院・神社

#### 寺院
- 阿弥陀堂
- 和田山聖観寺

#### 神社
- 天津神社
- 熊野神社
- 五坐神社
- 天満宮
- 宗形神社